# Hypothèse arménienne

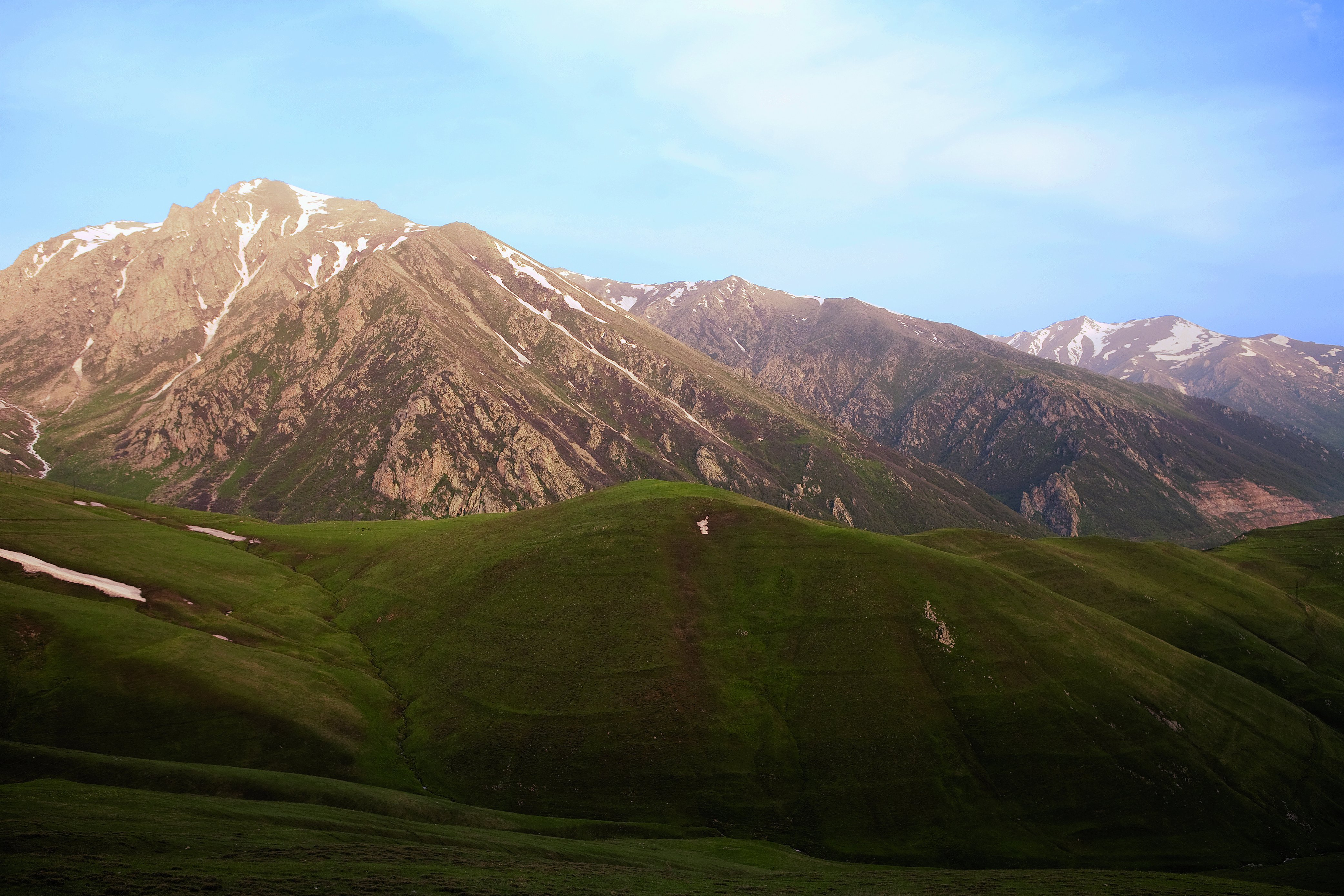
Paysage du plateau arménien

 (octobre 2014).
L'hypothèse arménienne du foyer originel des langues indo-européennes, proposée en 1985 par le géorgien Tamaz V. Gamkrelidze et le linguiste russe Viatcheslav Vsevolodovitch Ivanov, suggérait que l'indo-européen commun aurait été parlé au cours du IVe millénaire av. J.-C. dans « l'Anatolie orientale, le Caucase du Sud et le nord de la Mésopotamie ».

## Description
Cette théorie excluait les langues anatoliennes de son scénario. Elle s'appuyait sur la théorie glottalique : les particularités phonologiques qu'elle avançait auraient été mieux conservées dans les langues germaniques et dans la langue arménienne, laquelle serait restée in situ et aurait été représentative d'une forme ancestrale des langues indo-européennes. L'indo-européen commun se serait ensuite diffusé dans la steppe pontique selon l'idée de 1873 de Friedrich Max Müller.
La théorie supposait une expansion indo-européenne lors de l'Âge du bronze, et envisageait la possibilité que les Kassites fussent indo-européens.

## Comparaison
L'hypothèse arménienne était celle qui proposait la date la plus tardive pour l'indo-européen commun, environ un millénaire plus tard que le foyer originel proposé par l'hypothèse kourgane. Elle s'opposait donc encore plus à l'hypothèse anatolienne, malgré la proximité géographique des foyers suggérés, car l'écart de datation était alors d'environ quatre millénaires.